# Ernst & Sohn
Ernst & Sohn é uma editora alemã especializada em livros técnicos da área de engenharia civil.
O foco principal do programa da editora é nas áreas de concreto armado, construções em aço, planejamento estrutural, além de cálculo, física voltada a construções, geotecnia e normatização para engenheiros, seja em planejamento ou execução. Além de livros, também são publicados periódicos técnico-científicos, nas formas impressa e eletrônica, assim como produtos on-line.
Wilhelm Ernst & Sohn Editora de Arquitetura e Técnico Científica GmbH & Co. KG foi fundada em Berlim em 1851. Desde 1983 a editora pertence à Wiley-VCH, em Weinheim, e desde 1996 ao grupo John Wiley & Sons, Inc., com sede em Hoboquen, Nova Jersey.